# Xã Cherrytree, Quận Venango, Pennsylvania
Xã Cherrytree (tiếng Anh: Cherrytree Township) là một xã thuộc quận Venango, tiểu bang Pennsylvania, Hoa Kỳ. Năm 2010, dân số của xã này là 1.540 người.